# François Marcantoni

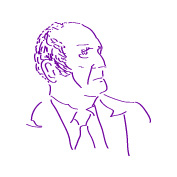
Tekening van François Marcantoni

François Marcantoni (Alzi, 28 mei 1920 - Parijs, 17 augustus 2010) was een Corsicaans gangster, verzetsstrijder, bankrover en schrijver.
Marcantoni nam tijdens de Tweede Wereldoorlog in 1942 deel aan een sabotage-operatie in Toulon en weigerde samen te werken met het regime van Vichy-Frankrijk.
In de jaren 1950 was hij betrokken bij een reeks bankovervallen. Hij leerde in die periode ook de toekomstige filmster Alain Delon kennen.
Marcantoni werd in 1968 verdacht van de moord op Stevan Markovic, een lijfwacht van Alain Delon. Een van de bezwarende elementen tegen hem was een brief van Markovic aan zijn broer Aleksandar, waarin die schreef: "Als ik word vermoord, dan is dat 100% zeker de fout van Alain Delon en van zijn peetvader François Marcantoni". Marcantoni bleef 11 maanden opgesloten, maar werd in december 1969 vrijgelaten wegens gebrek aan bewijzen.

## Werken
- met Christian Chatillon, Strass et voyous, Les Portes du Soleil, 2009 ISBN 978-2358080132
- met Serge Garde, Monsieur François (Le milieu et moi de A à Z), Le Cherche-midi, Paris, 2006 ISBN 978-2749105918
- Un Homme d’honneur (De la Résistance au milieu), Balland, Paris, 2001 ISBN 978-2715813793
- Mais qui a tué Markovic ?, P. M. Favre, Lausanne, 1985 ISBN 978-2828901905
- La Conjuration (L’affaire qui a fait trembler la Ve République), O. Orban Paris, 1976